# Kingston (Ohio)
Kingston is een plaats (village) in de Amerikaanse staat Ohio, en valt bestuurlijk gezien onder Ross County.

## Demografie
Bij de volkstelling in 2000 werd het aantal inwoners vastgesteld op 1032.
In 2006 is het aantal inwoners door het United States Census Bureau geschat op 1040, een stijging van 8 (0,8%).

## Geografie
Volgens het United States Census Bureau beslaat de plaats een oppervlakte van
1,0 km², geheel bestaande uit land. Kingston ligt op ongeveer 213 m boven zeeniveau.

## Plaatsen in de nabije omgeving
De onderstaande figuur toont nabijgelegen plaatsen in een straal van 16 km rond Kingston.

## Geboren
- William Rosecrans (1819-1898), uitvinder, voorzitter van een oliemaatschappij, diplomaat, politicus en Noordelijke generaal tijdens de Amerikaanse Burgeroorlog